# Shawnn Monteiro
Shawnn Monteiro (...) è una cantante jazz statunitense, figlia del contrabbassista di Duke Ellington, Jimmy Woode.
Scoperta dal maestro della musica latina (latin jazz) Mongo Santamaría quando si esibiva nei club di San Josè in California fu chiamata con lui in una tournée musicale per l'America e da allora canta in tutto il mondo.
Lo stile di Shawn Monteiro si caratterizza per il timbro profondo, l'eleganza, la ricca dinamica, l'alternanza delle scat, il senso dello swing, in cui si legge la profonda influenza delle grandi cantanti jazz del passato, oltre che una spiccata vena artistica di profonda comunicazione espressiva. Ha collaborato con Clark Terry, Ray Brown, Lionel Hampton, Basie Band, Nat Adderly, Kenny Barron, Gary Bartz, James Williams, Bobby Durham, Jimmy Cobb, Stanley Jordan, Ed Thigpen, Johnny Griffin, Sonny Fortune solo per citarne alcuni. È stata influenzata nel suo stile musicale da Carmen McRae, Sarah Vaughan.
Ha avuto anche molte esperienze con cantanti e gruppi non prettamente jazz: Spyro Gyra, Marvin Gaye, Weather Report, Four Tops, ecc.
Attualmente canta negli States e in Europa e tiene seminari e masterclass in tutto il mondo. In estate è ospite fissa del Tuscia in Jazz Festival dove oltre ad insegnare ai seminari, è presidente della giuria del Jimmy Woode Award premio dedicato al padre, che si tiene ogni anno al festival viterbese.